# Нойендорф-А
Нойендорф-А (нем. Neuendorf A) — община в Германии, в земле Мекленбург-Передняя Померания.
Входит в состав района Восточная Передняя Померания. Подчиняется управлению Анклам-Ланд.  Население составляет 147 человек (на 31 декабря 2010 года). Занимает площадь 13,90 км².